# Toripalpus
Toripalpus is een geslacht van vlinders van de familie snuitmotten (Pyralidae), uit de onderfamilie Epipaschiinae.

## Soorten
- T. breviornatalis Grote, 1878
- T. trabalis Grote